# Иванов, Владимир Михайлович
Влади́мир Миха́йлович Ивано́в (род. 12 апреля 1948, Москва) — советский и российский скрипач и музыкальный педагог, Народный артист РФ (1994)

## Биография
Окончил Музыкальное училище при Московской консерватории у М. С. Глезаровой (1967), затем Московскую консерваторию (1972) и аспирантуру (1974) у Ю. Янкелевича.

В 1972 году выиграл в Лейпциге Международный конкурс имени Иоганна Себастьяна Баха.

Концертирует с 1976 года как солист и ансамблевый музыкант (особенно в составе Московского трио с А. З. Бондурянским и М. Ю. Уткиным).

## Педагогическая деятельность
C 1974 года преподаёт в Московской консерватории, с 1997 года профессор, с 1999 — заведующий кафедрой скрипки, с 2001 — декан оркестрового факультета.

## Награды и звания
- Народный артист Российской Федерации (29 августа 1994) — за большие заслуги в области музыкального искусства
- Заслуженный артист РСФСР (21 ноября 1986)
- Лауреат Премии Москвы (1996).
- им. Кати Поповой в Плевне (1974, золотая медаль),
- им. М. Равеля в Бордо (1976, золотая медаль)
- Лауреат Международного конкурса им. И. С. Баха в Лейпциге (1972, I премия),
- Лауреат фестивалей